# پل موریا
پُل موریا (به فرانسوی: Paul Mauriat) (زادهٔ ۴ مارس ۱۹۲۵ در مارسی – درگذشتهٔ ۳ نوامبر ۲۰۰۶ در پرپینیان) رهبر ارکستر و تنظیم کننده مشهور فرانسوی در موسیقی بی کلام بود. شهرت اصلی او مربوط به بازسازی آثار مشهور پاپ، راک و کلاسیک در سبک موسیقی سازی و آهنگسازی و تنظیم‌های بسیار برای خوانندگان مشهور است.
شهرت او در ایالات متحده آمریکا به واسطهٔ بازسازی قطعهٔ عشق آبی است (L'amour est bleu) از آندره پوپ است. این قطعه در سال ۱۹۶۸ به مدت ۵ هفته صدرنشین جدول پرفروش‌ترین تک‌آهنگ‌ها در آمریکا بود. از دیگر آثار مشهور پل موریا، که با هدایت او اجرای مجدد شده‌اند، می‌توان از «پدرخوانده»، «اِل‌بیمبو»، «توکاتا»، «پنلوپه» و «ملکه سبا» نام برد.

## زندگی‌نامه
او در سال ۱۹۲۵ در بندر مارسی به دنیا آمد و در مارسی بزرگ شد، پدر او یک بازرس پست بود که علاقه زیادی به اجرای آهنگ‌های کلاسیک با پیانو و ویولون داشت، پل نواختن موسیقی را از چهار سالگی آغاز کرد و در ده سالگی وارد آموزشکده موسیقی کلاسیک مارسی شد و در آن پیشرفت کرد اما در هفده سالگی شیفته موسیقی پاپ و جز شد و ارکستر رقص خود را تأسیس کرد و جز معدود هنرمندانی بود که در طول جنگ جهانی دوم نیز در سرار اروپا و فرانسه به اجرای کنسرت موسیقی می‌پرداخت.
در اوایل دهه پنچاه میلادی به عنوان آهنگساز دو خواننده سرشناس، موریس شوالیه و شارل آزناوور شناخته می شدو توانسته بود توجه آنها رو به خود جلب کند.
در سال ۱۹۵۷ او اولین آلبومش را با نام خودش که دارای ۴ قطعه بود منتشر کرد، در بین سال‌های ۱۹۵۹تا۱۹۶۴ تعدادی آلبوم را با شرکت بل-ایر و با نام پل موریه و ارکستر کوچک منتشر کرد که همراه این آلبوم‌ها تعدای آلبوم را با القاب هنری ریچارد آودری، ادواردو راو، ویلی توئیست برای تأثیر بیشتر بر بازار جهانی منتشر کرد.